# Čulyšman
Il Čulyšman (in russo Чулышман?) è un fiume nella parte asiatica della Russia, nella Siberia meridionale. Scorre nell'Ulaganskij rajon della Repubblica dell'Altaj.

## Geografia

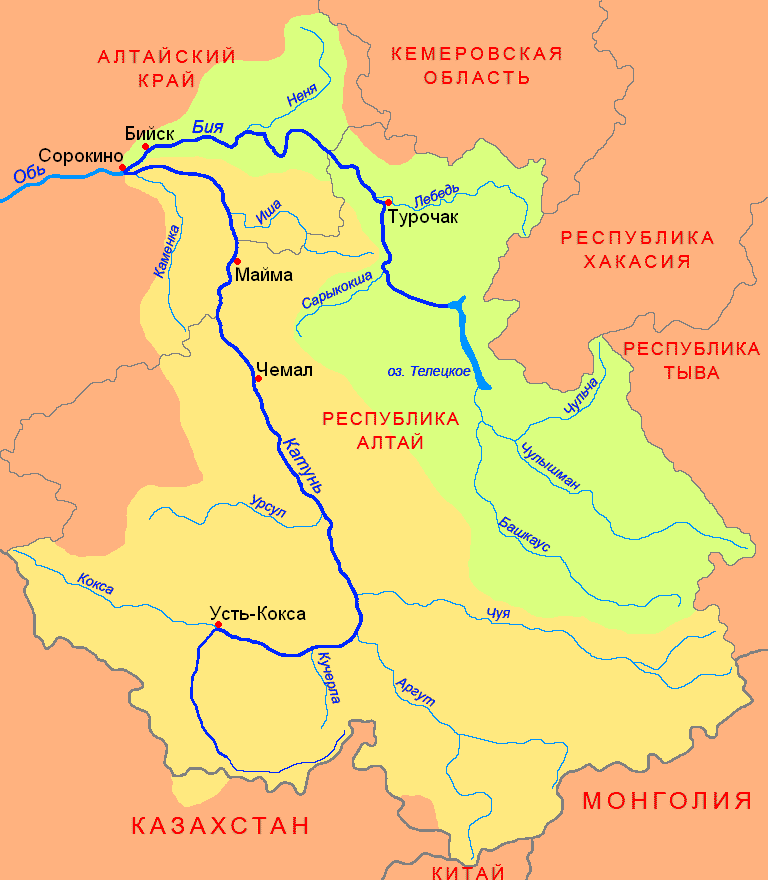
Bacino del Katun' e della Bija (visibile a destra il corso del Čulyšman).

Il Čulyšman, che scorre in una stretta valle, delimitata da montagne, ha origine dal lago alpino Džulukul' (озеро Джулукуль), a un'altezza di 2 200 m, e sfocia nel lago Teleckoe con un delta in mezzo al quale si trova l'isola Kamain (остров Камаин). La lunghezza del fiume è di 241 km, l'area del bacino, interamente tra i monti dell'Altaj, è di 16 800 km².
Suoi principali affluenti sono il Čul'ča (di destra) e il Baškaus (di sinistra).
La Riserva naturale dell'Altaj (Алтайский заповедник) si trova sulla riva destra del fiume.
Ci sono due insediamenti sulle rive del fiume: Koo (Коо) e Balykča (Балыкча).

### Fauna
Molte sono le specie di pesci di cui è ricco il fiume: temolo, taimen, coregone, luccio, Barbatula toni, Oreoleuciscus potanini, Cottus, Brachymystax savinovi.